# Amphicnemis cantuga
Amphicnemis cantuga là một loài chuồn chuồn kim trong họ Coenagrionidae.
Amphicnemis cantuga được miêu tả khoa học năm 1939 bởi Needham & Gyger.